# Sedecia
Sedecia (in ebraico: צִדְקִיָּהוּ, Ṣid̠qiyyāhû; in greco: Ζεδεκίας, Zedekias; in arabo صدقيا‎? Ṣidqiyyā; fl. VI secolo a.C.) fu l'ultimo re del Regno di Giuda.
Egli fu il terzo figlio di Giosia, il suo regno durò 11 anni dal 597 al 586 a.C. quando Nabucodonosor conquistò il Regno di Giuda.

## Antefatto
Il Regno Unito di Israele, alla morte di re Salomone (931 a.C.) subì una grave crisi dinastica che portò alla sua scissione in due regni rivali: le dieci tribù settentrionali diedero vita al Regno d'Israele che venne distrutto dagli Assiri nel 721 a.C., a causa del mancato pagamento delle tasse di vassallaggio, con capitale Samaria. L'ultimo re d'Israele fu Osea (757 a.C. - 721 a.C.) e tutta la popolazione ebraica fu portata in esilio dal re assiro Sargon II (754 a.C. - 705 a.C.) e sostituita con altri popoli mesopotamici.
Le due tribù meridionali, invece, diedero origine al Regno di Giuda, vassallo degli Assiri sino al 612 a.C., quando l'alleanza tra Caldei (Neobabilonesi), Medi ed Elamiti mandò in frantumi l'Impero Assiro.
Il Regno di Giuda, che mantenne come propria capitale Gerusalemme, passò di vassallaggio in vassallaggio. Re Giosia (643 a.C. - 609 a.C.) era vassallo degli Assiri e tentò d'impedire che gli Egizi del faraone Necho II (651 a.C. - 594 a.C.) tenessero in vita l'ultima piazzaforte assira ad Harran (Carre), al confine tra le attuali Siria e Turchia, non lontano dal fiume Eufrate.
La battaglia venne ingaggiata nel 605 a.C. presso Megiddo e vide la vittoria arridere agli Egizi e la morte in battaglia di Giosia. Ma proprio questa battaglia ritardò fatalmente la marcia dell'esercito egizio, che venne attaccato da Nabucodonosor II di Babilonia (637 a.C. - 562 a.C.) presso la città di Carchemish (Dura Europos) nella tarda estate del 605 a.C. Gli egizi furono messi in rotta, e il confine tra Egitto e Impero neo-babilonese fu posto appena a settentrione della città di Gaza (che rimase l'unica città della Palestina ancora in mano egizia).
Gli egizi avevano imposto sul trono del Regno di Giuda il sovrano vassallo Ioiakim (632 a.C. - 597 a.C.), dispotico e crudele, ma - soprattutto - poco diplomatico. Nel frattempo, agli Egizi si sostituirono, come protettori di Ioiakim, i Babilonesi, cui il re si ribellò. Ciò comportò l'assedio di Gerusalemme e la sua caduta in mano ai Babilonesi, che però risparmiarono il tempio dal saccheggio. I nobili di Giuda vennero però portati ostaggi a Babilonia. Tra di essi, Ioiachin (612 a.C. - 550 a.C.), il neoeletto re di Giuda e figlio di Ioiakim (morto durante l'assedio), il quale morì esule a Babilonia, ospite più che prigioniero.
Sedecia messo sul trono da Nabucodonosor di cui si proclamò inizialmente fedele vassallo (al posto del nipote Ioiachin deportato), si ribellò ai Babilonesi dopo nove anni. Nabucodonosor assediò Gerusalemme (587 a.C.), la espugnò, distrusse il Tempio e pose fine al regno di Giuda. Nabucodonosor fece incidere due lunghe iscrizioni in lingua caldea nella Valle della Brisa (Wadi esh-Sharbin, nell'attuale Libano per commemorare l'evento. In essa si legge che Sedecia, per confutare i sospetti di Nabucdonosor circa la sua fedeltà, come riportato dalle sue spie che possedeva alla corte di Gerusalemme, fece un viaggio ufficiale fino a Babilonia nel 593 a.C., ma quando, nel 589 a.C il partito pro-egiziano divenne maggioritario rispetto al partito pro-babilonese, Sedecia avallò l'insurrezione. Nabucodonosor allora a metà ottobre di quell'anno, con una marcia di 70 giorni, raggiunse Gerusalemme e la pose d'assedio a fine dicembre, per un totale di 18 mesi. Si legge anche che Sedecia non volle arrendersi sebbene i suoi consiglieri pro-babilonesi lo consigliassero più volte in tal senso. Sedecia, fuggito di notte tramite un varco poco sorvegliato dagli assedianti dalla città prima dell'espugnazione, fu raggiunto e catturato presso Gerico, e portato al campo di Nabucodonosor nella città di Riblah (attuale Ribleh presso il lato siriano del confine della Siria col Libano), dove venne processato per tradimento. Al termine del giudizio fu costretto ad assistere allo sgozzamento dei suoi figli e, quindi, accecato e portato prigioniero a Babilonia dove morì in schiavitù nelle segrete del palazzo reale.
"Sedecia figlio di Giosia divenne re al posto di Conìa figlio di Ioiakim" narra la Bibbia. Si evince, quindi, che Sedecia era fratello di Ioiakim e zio di Ioiachin (detto "Conia").

## Vita e regno
Il suo nome era Mattania, ma il re Nabucodonosor, quando lo mise sul trono al posto di Ioiachin, gli cambiò il nome in Sedecia (2Re 24,17). Nacque nel 619 a.C. e morì nel 585 a.C.
Sedecia aveva ventun'anni quando divenne re e regnò undici anni a Gerusalemme; sua madre si chiamava Camital figlia di Geremia ed era di Libna.

Il profeta Geremia fu suo consigliere, ma egli 
Salì al trono all'età di ventun anni e il suo regno dipendeva da Nabucodonosor. E fu un vassallo molto ambiguo, dal momento che i suoi consiglieri erano divisi in una fazione filo-babilonese e una (maggioritaria) filo-egiziana. Nel 588 a.C. la fazione filo-egiziana, basandosi sulle promesse d'intervento del faraone Psammetico II (629 a.C. - 588 a.C.), costrinse Sedecia alla denuncia del trattato di vassallaggio con Babilonia. Non ascoltò i consigli di Geremia (652 a.C. - 581 a.C.), profeta e suo consigliere, il quale proponeva la sottomissione a Nabucodonosor, e si ribellò a Babilonia. Morto il faraone, nel frattempo, il nuovo sovrano d'Egitto, Apries (607 a.C. - 569 a.C.), si guardò bene dall'appoggiare gli Ebrei nella ribellione.
L'esercito di Nabucodonosor attaccò, e dopo un assedio prolungato, conquistò e saccheggiò Gerusalemme. Sedecia fu arrestato e portato a Babilonia come prigioniero. Il Regno di Giuda fu ridotto a provincia dell'impero babilonese. Per il popolo ebraico iniziò la cattività babilonese. Esso terminerà con la conquista persiana di Babilonia (18 ottobre 538 a.C.), quando il re Ciro il grande (585 a.C. - 529 a.C.), con un editto, acconsentirà al rimpatrio degli Ebrei prigionieri e la ricostruzione del tempio (521 a.C. - 488 a.C.). Vennero deportate solo le persone influenti come il re, i profeti, i nobili e chi era adatto alla guerra, mentre ai poveri venne permesso di continuare a vivere nella ora provincia di Giuda governati da Godolia. Godolia viene in seguito assassinato da Ismaele "figlio di Netania, figlio di Elisamà, di stirpe regale", portando gli abitanti a quasi spostarsi in Egitto, guidati da Giovanni figlio di Karèach (2 Re 25:22-26). Questi personaggi hanno un ruolo importante nella storia del profeta Geremia (Geremia 42).
Una parte dell'esercito ebraico abbandonò il re e il suo seguito già appena fuori le mura di Gerusalemme, dirigendosi a sud, anziché ad est, al fine di non venir intercettati dai babilonesi. Essi varcarono il confine con l'Egitto presso il fiume noto nei testi biblici col nome di "Torrente d'Egitto". Gli Egiziani stanziarono questa colonna di disertori ebraici presso il confine con la Nubia, nel profondo Sud del Paese, nella città di Elefantina, impiegandoli come guardie di frontiera assieme a un contingente di mercenari greci. Coi secoli, questi coloni ebrei si fusero con la popolazione locale e tornarono al politeismo, adorando un Pantheon composto da una triade divina con a capo un dio di nome "Yahù", evidente storpiatura del nome di Dio.

## La caduta di Gerusalemme
La Bibbia attesta:
"Allora nel decimo mese dell'anno nono del suo regno, il dieci del mese, venne Nabucodonosor re di Babilonia con tutto l'esercito contro Gerusalemme. Costoro si accamparono intorno ad essa e costruirono attorno opere d'assedio. La città rimase assediata fino all'undecimo anno del re Sedecìa. Nel quarto mese, il nove del mese, mentre la fame dominava nella città e non c'era più pane per la popolazione, fu aperta una breccia nella città. Allora tutti i soldati fuggirono, uscendo dalla città di notte per la via della porta fra le due mura, che era presso il giardino del re e, mentre i Caldei erano intorno alla città, presero la via dell'Araba".
Ed ancora:
"Le truppe dei Caldei però inseguirono il re e raggiunsero Sedecia nelle steppe di Gerico; allora tutto il suo esercito lo abbandonò e si disperse. Il re fu catturato a tarda notte e condotto a Ribla nel paese di Amat presso il re di Babilonia che pronunziò la sentenza contro di lui. Il re di Babilonia fece sgozzare i figli di Sedecia sotto i suoi occhi e fece sgozzare anche tutti i capi di Giuda in Ribla; cavò gli occhi a Sedecia e lo fece legare con catene e condurre a Babilonia, dove lo tenne in carcere fino alla sua morte. Nel quinto mese, il dieci del mese, essendo l'anno decimonono del regno di Nabucodonosor re di Babilonia, Nabuzaradan, capo delle guardie, che prestava servizio alla presenza del re di Babilonia, entrò a Gerusalemme. Egli incendiò il tempio del Signore e la reggia e tutte le case di Gerusalemme, diede alle fiamme anche tutte le case dei nobili. Tutto l'esercito dei Caldei, che era con il capo delle guardie, demolì tutte le mura intorno a Gerusalemme. Il resto del popolo che era stato lasciato in città, i disertori che erano passati al re di Babilonia e quanti erano rimasti degli artigiani, Nabuzaradan, capo delle guardie, li deportò: dei più poveri del paese Nabuzaradan, capo delle guardie ne lasciò una parte come vignaioli e come campagnoli. I Caldei fecero a pezzi le colonne di bronzo che erano nel tempio, le basi a ruote e il mare di bronzo che era nel tempio e ne portarono tutto il bronzo in Babilonia. Essi presero ancora le caldaie, le palette, i coltelli, i bacini per l'aspersione, le coppe e tutti gli arredi di bronzo che servivano al culto. Il capo delle guardie prese ancora i bicchieri, i bracieri, i bacini, le caldaie, i candelabri, le coppe e i calici, quanto era d'oro e d'argento."